# Thilouze
Thilouze is een gemeente in het Franse departement Indre-et-Loire (regio Centre-Val de Loire). De plaats maakt deel uit van het arrondissement Chinon. Thilouze telde op 1 januari 2022 1.798 inwoners.

## Geografie
De oppervlakte van Thilouze bedroeg op 1 januari 2022 33,75 vierkante kilometer; de bevolkingsdichtheid was toen 53,3 inwoners per km².

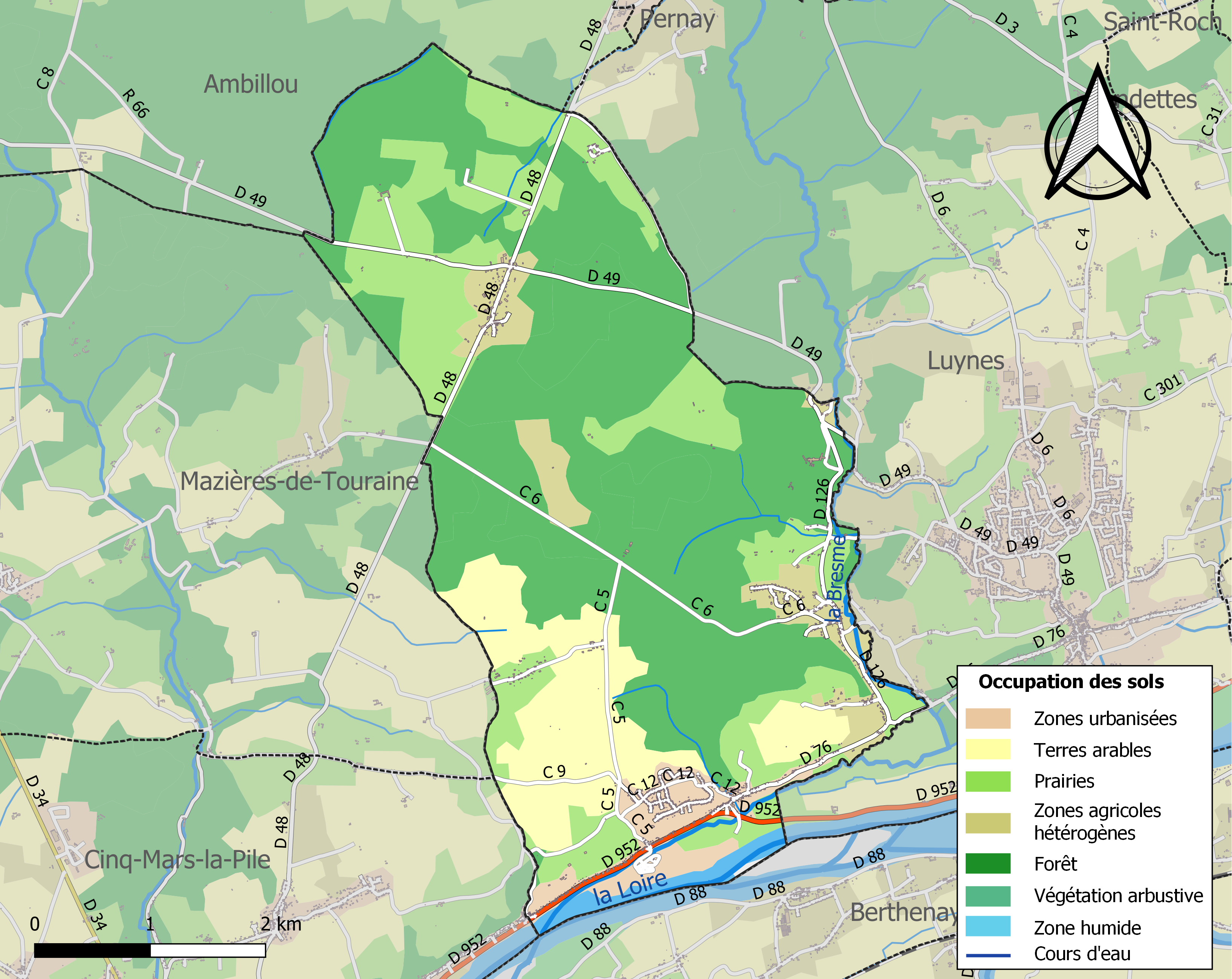
Kaart van de gemeente met de belangrijkste infrastructuur, bodemgebruik en omliggende gemeenten

## Demografie
Onderstaande figuur toont het verloop van het inwonertal (bron: INSEE-tellingen).